# Hôpital militaire de Gori
 (octobre 2022).
La mise en forme du texte ne suit pas les recommandations de Wikipédia : il faut le « wikifier ».
Les points d'amélioration suivants sont les cas les plus fréquents. Le détail des points à revoir est peut-être précisé sur la page de discussion.
- Les titres sont pré-formatés par le logiciel. Ils ne sont ni en capitales, ni en gras.
- Le texte ne doit pas être écrit en capitales (les noms de famille non plus), ni en gras, ni en italique, ni en « petit »…
- Le gras n'est utilisé que pour surligner le titre de l'article dans l'introduction, une seule fois.
- L'italique est rarement utilisé : mots en langue étrangère, titres d'œuvres, noms de bateaux, etc.
- Les citations ne sont pas en italique mais en corps de texte normal. Elles sont entourées par des guillemets français : « et ».
- Les listes à puces sont à éviter, des paragraphes rédigés étant largement préférés. Les tableaux sont à réserver à la présentation de données structurées (résultats, etc.).
- Les appels de note de bas de page (petits chiffres en exposant, introduits par l'outil «  Source ») sont à placer entre la fin de phrase et le point final[comme ça].
- Les liens internes (vers d'autres articles de Wikipédia) sont à choisir avec parcimonie. Créez des liens vers des articles approfondissant le sujet. Les termes génériques sans rapport avec le sujet sont à éviter, ainsi que les répétitions de liens vers un même terme.
- Les liens externes sont à placer uniquement dans une section « Liens externes », à la fin de l'article. Ces liens sont à choisir avec parcimonie suivant les règles définies. Si un lien sert de source à l'article, son insertion dans le texte est à faire par les notes de bas de page.
- La présentation des références doit suivre les conventions bibliographiques. Il est recommandé d'utiliser les modèles {{Ouvrage}}, {{Chapitre}}, {{Article}}, {{Lien web}} et/ou {{Bibliographie}}. Le mode d'édition visuel peut mettre en forme automatiquement les références.
- Insérer une infobox (cadre d'informations à droite) n'est pas obligatoire pour parachever la mise en page.

Pour une aide détaillée, merci de consulter Aide:Wikification.
Si vous pensez que ces points ont été résolus, vous pouvez retirer ce bandeau et améliorer la mise en forme d'un autre article.
 (novembre 2022).
LEPL Hôpital militaire Giorgi Abramishvili du ministère de la Défense de Géorgie ( géorgien : გიორგი აბრამიშვილის სახელობის საქართველოს თავდაცვის სამინისტროს სამხედრო ჰოსპიტალი), aussi connu comme étant l' Hôpital Militaire Gori (გორის სამხედრო ჰოსპიტალი, goris samkhedro hospitali), est un centre médical opéré par le Ministère de la Défense de Géorgie et est situé dans la ville de Gori. Le centre a été fondé le 15 août 2006, succédant à l'hôpital militaire de l'ère soviétique situé à Tbilissi, la capitale géorgienne.
L'hôpital a une capacité de 176 lits, offre des soins médicaux et chirurgicaux généraux ainsi qu'un service d'urgence permanent autant pour le personnel militaire que pour les civils. Environ 25% des patients traités à l'hôpital sont des civils. Il sert également d'hôpital d'enseignement pour l'Université médicale d'État de Tbilissi.

## Histoire
La capacité de l'hôpital à répondre à des événements faisant de nombreuses victimes a été mise à l'épreuve en août 2008 durant la guerre contre la Russie. Outre le personnel militaire géorgien, la plupart des civils blessés à Gori ou dans ses environs ont d'abord été emmenés à l'hôpital de Gori pour y être soignés. Le 13 août 2008, vers 2 heures, heure locale, une roquette tirée d'un hélicoptère militaire russe a touché un groupe de membres du personnel médical dans la cour de l'hôpital, tuant un médecin urgentiste, Giorgi Abramishvili, qui avait passé les quatre jours précédents à opérer des personnes blessées durant les hostilités. Human Rights Watch a conclu que l'attaque contre l'hôpital, qui était "clairement marqué d'une croix rouge ", était une " violation grave du droit international humanitaire". L'hôpital a été nommé en l'honneur d'Abramishvili en août 2013.